# Vicente Demarco
Vicente Demarco (Buenos Aires, Argentina, 19 de enero de 1912 – ibídem, 21 de julio de 1977 ) fue un periodista, pianista, compositor y director de orquesta dedicado al género del tango.

## Actividad profesional
Empezó a estudiar piano a los ocho años con el maestro Lorenzo Espinosa, en el mismo barrio porteño de San Cristóbal, donde vivía Demarco con su familia, y a los quince debutó profesionalmente como pianista junto al flautista Vicente Pecci. Estuvo en 1928 en el conjunto de José Arturo Severino, al año siguiente  en el de Juan Maglio, en la década de 1930 integró sucesivamente las formaciones de Ciriaco Ortiz, Anselmo Aieta, José Servidio y Pedro Maffia. En 1937 participó en la orquesta de Enrique Santos Discépolo, que el año anterior había vuelto de Francia, en la mayoría de las grabaciones de RCA Victor de la cantante Tania.
Fue amigo de Agustín Magaldi y además de hacer funciones de secretario y de difusión de su actividad como cantor,  participó del acompañamiento en sus discos y actuaciones. Algunos de los artistas a quienes acompañó musicalmente fueron Azucena Maizani, Tita Vidal, Adhelma Falcón y Oscar Alonso. También integró la orquesta de Joaquín Do Reyes y su último trabajo importante fue dirigiendo su propia orquesta acompañando a Azucena Maizani en la grabación del tango En esta soledad y la milonga candombe Liberata.
A partir de 1946, Demarco, que era una persona cultivada, se dedicó al periodismo —en especial a la crítica de espectáculo y a la labor de difusión del tango—, en publicaciones como Sintonía, El alma que canta y Cantando, daba conferencias y realizaba glosas en radios, además de continuar componiendo canciones, algunas con su propia letra.

## Labor como compositor
Fue un prolífico compositor con una exquisita calidad melódica en sus obras, que parecen estar pensadas en función de realzar las letras y, de ese modo, el lucimiento de los vocalistas. Con Alfredo Faustino Roldán escribió, entre otras obras, Tu pálido final, un tango que grabaron muchos intérpretes, destacándose entre ellos las versiones de Edmundo Rivero con Aníbal Troilo y de Aldo Campoamor con Astor Piazzolla, ambas de 1947. Otros tangos que se recuerdan son Alas, que en 1940 grabó Osvaldo Fresedo con el cantor Ricardo Ruiz; Camino, con Carlos Mayel (1941); En secreto, con excelentes registros de Miguel Caló cantando Roberto Arrieta en 1946 y de Osvaldo Pugliese con la voz de Alberto Morán al año siguiente; Guapo, que grabó en 1942 Hugo del Carril, acompañado por guitarras y glosas de Julián Centeya; Quién no tuvo un amor, con letra y música de su autoría, que el 1° de junio de 1944 grabara José García con su orquesta y el cantor Alfredo Rojas; Marcao registrado el 11 de mayo de 1953 por Alfredo De Angelis con Oscar Larroca, y  el instrumental Poca suerte, grabado en 1947 por Pedro Laurenz.
Entre 1940 y 1944 la orquesta de Sebastián Piana grabó las obras de Vicente Demarco, los tangos Hormiga negra y La piedra libre, el  instrumental Viejo camino y la milonga Tango negro.
Otras de sus obras fueron Cuando estás en otros brazos, Llegarás amor, Quién no tuvo un amor, el tango instrumental Bienvenida que grabaron Aníbal Troilo el 10 de abril de 1946 y el propio autor con su orquesta en 1952, y el tango ¡Vamos Topo todavía! que Demarco, un asiduo visitante en los hipódromos de San Isidro y Palermo, le dedicó al jockey Vilmar Sanguinetti, que le había hecho ganar una suma importante de dinero en una jornada palermitana, que en 1975 grabó Juan D'Arienzo con el cantor Alberto Echagüe.

## Otros aspectos de su vida
Vicente Demarco fue profesor de música durante treinta años en diversos colegios y además colaboró con la Sociedad Argentina de Autores y Compositores en forma permanente hasta su fallecimiento. 